# Vine a decirles que me voy
Vine a decirles que me voy es un cortometraje chileno de 1995, correspondiente al estreno cinematográfico del director de cine y político Marco Enríquez-Ominami.
La película está rodada completamente en el Aeropuerto de Santiago Arturo Merino Benítez. El guion estuvo a cargo de Rafael Gumucio, y en el elenco figura el reconocido actor y director Boris Quercia.
La película fue realizada gracias al apoyo del Fondo Nacional de Desarrollo Cultural y las Artes 1995.

## Sinopsis
El francés Jean Pierre aterriza en el Aeropuerto Internacional Arturo Merino Benítez de Santiago de Chile, ciudad donde piensa reunirse con algunos familiares que supuestamente lo irían a buscar al aeropuerto. Sin embargo, Pierre no consigue salir del aeropuerto, y tras horas de disgustos y desilusiones, producto del trato grosero y charlatán por parte de los chilenos con que se topa, decide regresar rápidamente a París.

## Reparto
- Philippe Rouget: como Jean Pierre
- Boris Quercia
- Judith Harders
- Alejandra Garrido
- Pierre Kalfon
- Gilles Marie
- Claudia Zúñiga